# C/2013 UQ4 Catalina
C/2013 UQ4 (Catalina) è una cometa periodica ma è classificata come cometa non periodica in quanto ha un periodo di 470,93 anni, quindi superiore al limite convenzionale di 200 anni che separa le comete periodiche da quelle non periodiche.